# Дої Такако
Такако Дої (яп. 土井たか子; нар. 30 листопада 1928, Кобе, Японія — пом. 20 вересня 2014, префектура Хіого, Японія) — японська державна діячка, голова Палати представників парламенту Японії (1993—1996). Перша жінка на цій посаді в історії країни.

## Біографія
Такако Дої закінчила юридичний факультет університету Досіся (Кіото). Будучи викладачкою конституційного права, вона стає активісткою руху на захист післявоєнної Конституції.
У 1969 році вперше обирається депутатом палати представників парламенту від Соціалістичної партії Японії (переобиралася 11 строків підряд). Спеціалістка в соціальних, міжнародних питаннях і проблемах безпеки. Багато років перебувала в «тіні» політиків-чоловіків, але в 1980 році Такако Дої активно включилася у відстоювання політики гендерної рівності і досягла в 1985 році ратифікації парламентом Конвенції про ліквідацію всіх форм дискримінації щодо жінок (CEDAW).
У 1984 році Такако Дої була обрана заступником голови, а 1986—1991 рр. керувала Соціалістичною партією Японії, ставши першою жінкою в історії японської політики, що зайняла подібний пост. У 1989 році у коаліції з іншими опозиційними партіями Соціалістична партія здобула переконливу перемогу на виборах в палату радників японського парламенту. На цих виборах політик успішно вела кампанію проти споживчого податку, в результаті чого правляча Ліберально-Демократична партія втратила свою більшість.
У 1993—1996 роках — голова палати представників парламенту Японії. У 1996 році Такако Дої очолила Соціал-демократичну партію, на яку після поразки на виборах була перетворена Соціалістична партія Японії. Однак їй не вдалося змінити політичний розклад сил і основною опозиційною партією стала Демократична партія.
На загальних виборах 2003 року соціал-демократи здобули лише шість депутатських місць, а Дої змогла переобратися в Палату депутатів лише за партійним списком, програвши у своєму виборчому окрузі. Чутливий удар по репутації політика завдало оприлюднення її заяви під час святкування в 1987 році дня народження лідера КНДР Кім Ір Сена, коли вона заявила, що члени японської Соціалістичної партії повинні поважати славні успіхи КНДР під проводом великого вождя Кім Ір Сена. Після цього у 1989 році вона і ще 129 чільних членів партії підписали петицію до президента Південної Кореї Ро Де У із закликом звільнити громадян Північної Кореї, засуджених за шпигунство, включаючи Сін Гван Су, який брав участь в червні 1980 року у викраденні громадян Японії. Після цієї великої невдачі в листопаді 2003 році вона, взявши на себе відповідальність за стан справ у партії, пішла з посади її голови.
За підсумками виборів 2005 року втратила місце в парламенті; з 2006 року була обрана почесною головою Соціал-демократичної партії Японії.
20 вересня 2014 року у віці 85 років Дої померла від пневмонії у лікарні префектури Хіого.